# Punta Tombo

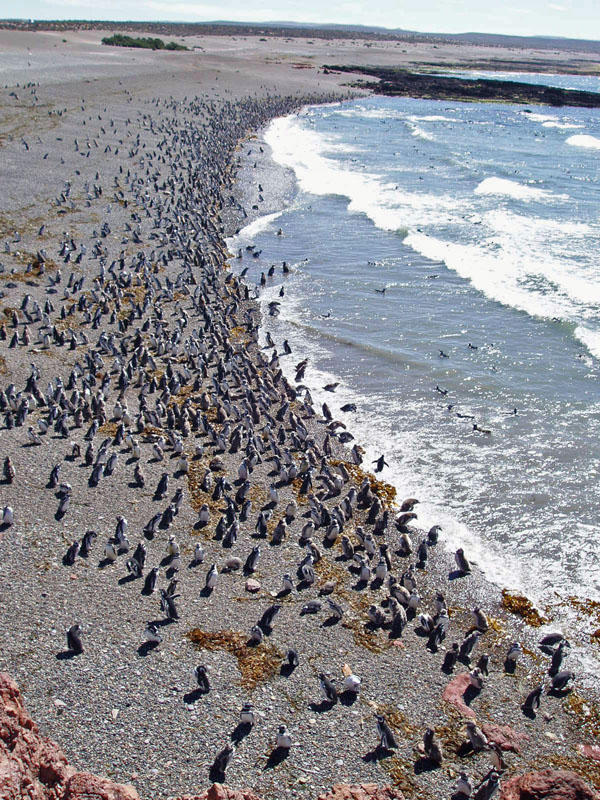
Pinguïns bij Punta Tombo

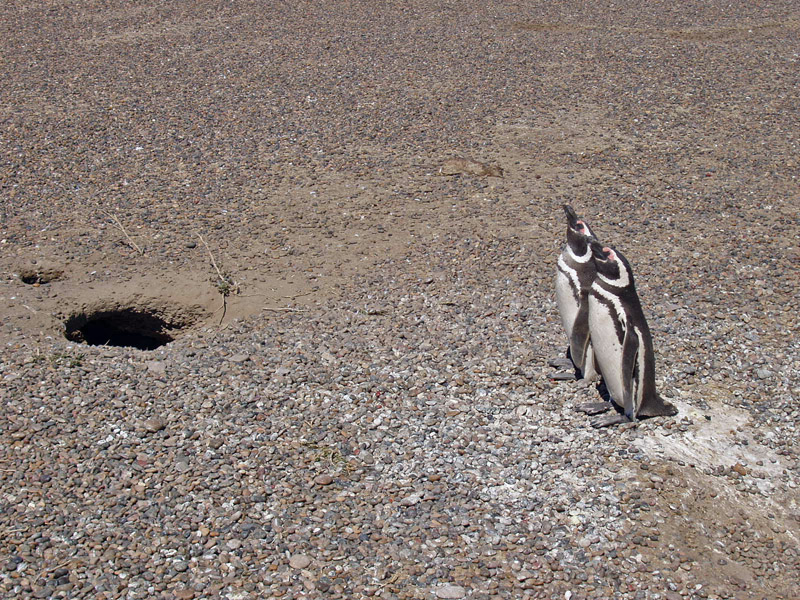
Magelhaese Pinguïns

Punta Tombo is een schiereiland in de Atlantische Oceaan 110 km ten zuiden van Rawson dicht bij Trelew in de provincie Chubut in het oosten van Argentinië met een belangrijke kolonie van Magelhaese Pinguïns. Het is te vinden op korte afstand ten noorden van Camarones.
Punta Tombo is 3 km lang, 600 meter breed en is bedekt met zand, klei en grind. Tussen september en april komen er een groot aantal Magelhaese pinguïns hun eieren leggen. Het is de grootste kolonie in Zuid-Amerika. Paren beschermen de eieren tegen roofdieren. Af en toe gaat een volwassen pinguïn naar de zee voor voedsel. Andere dieren zijn zeevogels (vooral meeuwen, chimangos en aalscholvers), rheas en guanaco.
Punta Tombo Provinciale Reserve is beschermd sinds 1979. Het is een van de belangrijkste toeristische attracties in Chubut. Andere belangrijke nabijgelegen kolonies zijn Bahía Camarones en Cabo Dos Bahías.
Punta Tombo is een onderdeel van de nieuwe Nationaal Park Golfo San Jorge.